# Troglohyphantes dinaricus
Troglohyphantes dinaricus este o specie de păianjeni din genul Troglohyphantes, familia Linyphiidae. A fost descrisă pentru prima dată de Kratochvíl, 1948.
Este endemică în Croatia. Conform Catalogue of Life specia Troglohyphantes dinaricus nu are subspecii cunoscute.